# Девятов, Михаил Михайлович
Михаил Михайлович Девятов (15 ноября 1928 — 25 августа 2017, Санкт-Петербург) — советский и российский художник, реставратор и педагог, заслуженный деятель искусств РСФСР (1983), профессор Института имени И. Е. Репина, член Санкт-Петербургского Союза художников.

## Биография
Окончил в 1949 году Свердловское художественное училище. Выпускник Института имени Репина 1955 года (мастерская профессора В. М. Орешникова).
В 1957 году за картину «Октябрьский ветер» был выдвинут на Ленинскую премию.
С 1959 года работал заведующим лабораторией техники живописи и технологии живописных материалов Института имени Репина. Кандидат искусствоведения, доцент. 
В 1973—1977 годах — главный редактор издательства «Художник РСФСР». 
С 1976 года по 2008 год руководил мастерской реставрации живописи в институте имени И. Е. Репина. 
С 1984 года — профессор кафедры живописи Института имени Репина.
Портреты работы М. М. Девятова хранятся в музейных и частных собраниях в России и за рубежом.

## Награды
- 1957 — серебряная медаль на Всемирной выставке в Брюсселе за картину «Октябрьский ветер»[2].